# I midvintertid: En jul på Gotland
I midvintertid - En jul på Gotland lanserades i november 2001 och är ett julalbum av den svenska gruppen Ainbusk. Albumet är utgivet på Stockholm Records.

## Låtlista
1. Det sista vi har kvar (Happy Xmas (War Is Over))
2. Stilla natt (Stille Nacht, heilige Nacht)
3. Jul, jul, strålande jul
4. En julsaga (Fairytale of New York), duett med Håkan Hemlin
5. I juletidens timma (Have Yourself a Merry Little Christmas)
6. Var hälsad sköna morgonstund
7. Under stjärnan
8. Förevigt nu (Forever Young)
9. Härlig är Jorden
10. Godnattvalsen (Auld Lang Syne)
11. Betlehems stjärna
12. Bach Juloratorium (tolkning av del 1)
13. Hemma

## Listplaceringar
| Lista (2001-2004) | Topplacering |
| ----------------- | ------------ |
| Sverige           | 2            |